# Taking the Stage
Taking The Stage (Tomando el escenario), fue un reality show, grabado en la Escuela de Artes Creativas y Artísticas (SCPA) de Cincinnati, Ohio . Fue producido por Nick Lachey, quien también fue el creador de la serie, además de ser un exalumno SCPA. 
En mayo de 2010 MTV confirmó que la serie sería cancelada y que además no se grabaría una muy esperada tercera temporada.

## Temporada 1
La primera temporada trata la vida de cinco estudiantes de secundaria y sus amigos mientras se preparan para carreras enfocadas en las artes.
- Personaje Principal
- Personaje Secundario

| Nombre                | Información                          |
| --------------------- | ------------------------------------ |
| Jasmine White-Killins | Danza.                               |
| Tyler Nelson          | Danza.                               |
| Mia Carruthers        | Voz y Música Instrumental.           |
| Shaakira Sargent      | Danza                                |
| Malik Kitchen         | Danza y Voz.                         |
| Aaron Breadon         | Música Instrumental, (amigo de Mia). |
| Aubrie Houchens       | Voz, (amiga de Mia).                 |
| Matthew James Dunigan | Voz y Teatro, (novio de Malik).      |
| JJ                    | Voz y Teatro, (amigo de Tyler).      |

## Temporada 2
La segunda temporada fue reestructurada, aunque básicamente seguía la misma trama de la primera temporada, esta se caracterizó por la disminución en el tiempo de emisión y la forma en la cual se narraba la historia.
- Personaje Principal
- Personaje Secundario

| Nombre                | Información                            |
| --------------------- | -------------------------------------- |
| Tyler Nelson          | Danza.                                 |
| Emily Silber          | Danza.                                 |
| Adam Calvert          | Voz.                                   |
| Ian Watts             | Voz y Teatro.                          |
| Anna-Lisa Flinchbaugh | Danza.                                 |
| Carlton Totten        | Danza.                                 |
| Emily Sones           | Voz.                                   |
| Mia Carruthers        | Graduada en Voz y Música Instrumental. |
| Aris Ray              | Teatro.                                |